# エルマンノ・ヴォルフ＝フェラーリ

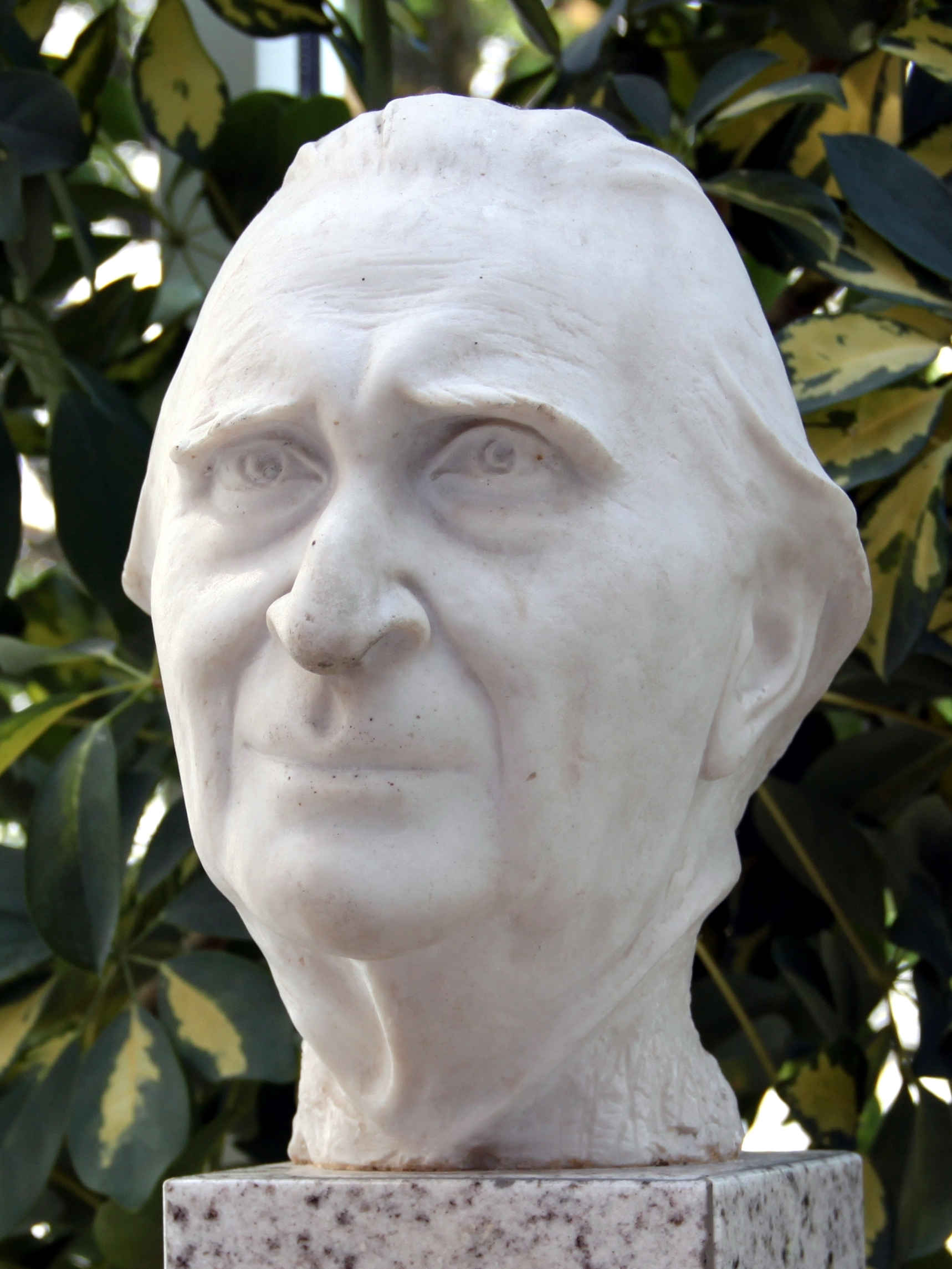
オットブルンのヴォルフ＝フェラーリ＝ハウスにあるヴォルフ＝フェラーリの胸像

エルマンノ・ヴォルフ＝フェラーリ（Ermanno Wolf-Ferrari, 1876年1月12日 - 1948年1月21日）は、イタリアの作曲家。『4人の田舎者』（I quattro rusteghi 1906年）や『スザンナの秘密』（Il segreto di Susanna 1909年）などのコミック・オペラで知られる。オペラの多くはカルロ・ゴルドーニの戯曲を原作としている。しかし今日その名を残しているものは、悲劇『マドンナの宝石』（I gioielli della Madonna 1911年）からの間奏曲であろう。
甥のマンノ・ヴォルフ＝フェラーリは指揮者として活躍した。

## 略歴

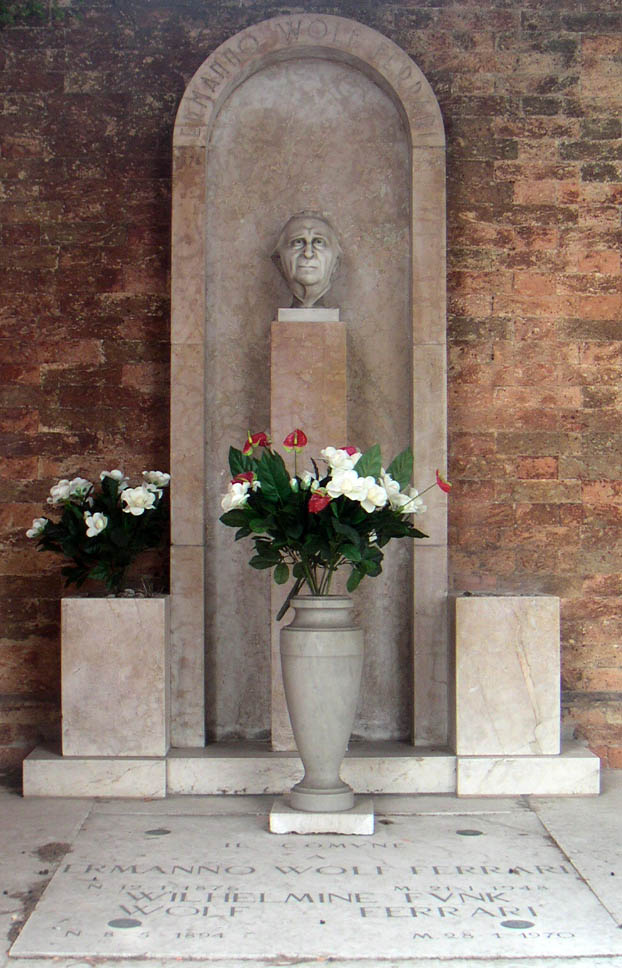
サン・ミケーレ島にあるヴォルフ＝フェラーリの墓

イタリア人を母親にヴェネツィアに生まれた。父親はドイツ人の画家で、息子を画家修業のためにローマに遣った。この頃まだヴォルフ＝フェラーリ青年にとって、音楽は息抜きの意味しか持っていなかったらしい。しかし、ローマからミュンヘンに移り、この地で美術に代わって音楽に専念しようと決心した。ミュンヘン音楽学校でヨーゼフ・ラインベルガーに対位法を師事するが、音楽学校は卒業していない。在学中の1890年代から作曲を手掛けるようになった。
1900年に2つの力作を出版してもらおうとしたが失敗したため、ヴォルフ＝フェラーリは自作オペラのひとつである『チェネレントラ』のヴェネツィア初演に立ち会った。この作品は初演の時点では失敗したが、後にブレーメンにおける上演では成功した。後年の作品に見られるように、多くの機会で生地イタリアでの初演よりもドイツ初演のほうが成功するというパターンの前触れとなった。こうした作品に、『せんさく好きな女たち』、『4人の田舎者』、『スザンナの秘密』といった作品がある。これらはみなオペレッタであり、しかもすべてドイツ初演において成功をおさめた。
1911年に『マドンナの宝石』を発表するが、第一次世界大戦が勃発すると、活動拠点であったミュンヘンとヴェネツィアでの活動が出来なくなり、止む無くチューリッヒへと移り、1920年代にウィリアム・シェイクスピアの戯曲「じゃじゃ馬ならし」に基づいた『天の衣』やシャルル・ペローの童話「ロバの皮」に基づいた『スライ』を発表するまで作曲数も少なくなってしまった。
その後、1939年にはザルツブルクのザルツブルク・モーツァルテウム大学で作曲の教授となり、1946年に再びチューリッヒへと移った後に、故郷のヴェネツィアへと戻った。
そして、ヴォルフ＝フェラーリは1948年1月21日にヴェネツィアのマリピエロ宮で亡くなり、遺体はサン・ミケーレ島に埋葬された。72歳没。

## 評価
ヴォルフ＝フェラーリはオペラだけでなく、たくさんの器楽曲も作曲したが、それらは主に経歴の最初期と最後に集中している。『ヴァイオリン協奏曲 ニ長調』（作品26）だけはほぼ定期的に演奏されてきたが、オーボエと弦楽のための『牧歌的協奏曲 イ長調』（作品15、実質的な室内交響曲）や、『イングリッシュホルンのための小協奏曲 変イ長調』（作品34）、『ピアノ五重奏曲 変ニ長調』（作品6）、2つの『ピアノ三重奏曲』（ニ長調 作品5、嬰ヘ長調 作品7）、3つの『ヴァイオリンソナタ』（ト短調 作品1、イ短調 作品10、ホ長調 作品27）や『室内交響曲 変ロ長調』（作品8）、およびオルガン曲も作曲している。また、モーツァルトのオペラ『イドメネオ』の改訂も行っている。
概してヴォルフ＝フェラーリは、イタリアのコミック・オペラのおそらく最もすぐれた作者と見なされているにもかかわらず、その作品はあまり広く演奏されていない。ヴォルフ＝フェラーリの作品は、しばしば18世紀のオペラ・ブッファを連想させるが、ピエトロ・マスカーニの手法でもっと野心的な作品も作曲している。しかし、これらの作品はあまり評価が高くなく、彼の作品の多くが無視されてきた。だが、ワシントン・オペラによる『スライ』の1999年公演（同作品のアメリカ初演）は、ヴォルフ＝フェラーリ作品への関心が細々ながらもよみがえるきっかけとなった。2007年4月21日、セルヴェニカス指揮のスロヴェニア国立マリボール歌劇場管弦楽団と川畠成道によって、ヴァイオリン協奏曲の日本初演が行われた。
ヴォルフ＝フェラーリはオペラと一緒に、主にキャリアの初めと終わりごろに数多くの器楽作品を書いた。近年、彼の器楽曲の復活がピアニストのコスタンティーノ・カテーナによって進められており、彼のピアノ曲、ヴァイオリンとピアノのためのソナタ、チェロとピアノのためのソナタ、ピアノ五重奏曲をブリリアント・クラシックス・レーベルに録音している。

## 作品一覧

### オペラ
- イレーネ（Irene 1896年）
- チェネレントラ（Cenerentola 1900年）
- 金の鳥かご（La Gabbia dorata 1903年）
- せんさく好きな女たち（Le donne curiose 1906年）
- 4人の田舎者（I quattro rusteghi 1906年）
- スザンナの秘密（Il segreto di Susanna 1909年）
- マドンナの宝石（I gioielli della Madonna 1911年）
- 恋する医者（L'amore medico 1913年）
- 恋の花嫁たち（Gli amanti sposi 1916年）
- 空模様（La verte di cielo 1927年）
- 天の衣（Das Himmelskleid 1927年）
- スライ（Sly 1927年）
- 利口な後家（La vedova scaltra 1931年）
- イル・カンピエッロ（Il Campiello 1936年）
- 愚かな女（La dama boba 1937年）
- テーベの神々（Gli dei a Tebe 1943年）

### 管弦楽曲
- 弦楽セレナード 変ホ長調 (1893年)
- 牧歌的協奏曲 イ長調 作品15（1932年）
- 協奏的組曲 ヘ長調 作品16（1933年）
- ヴェネツィア組曲 イ短調 作品18（1936年）
- 三部作 ホ長調 作品19（1936年）
- ディヴェルティメント ニ長調 作品20（1937年）
- アラベスク ホ短調 作品22（1940年）
- ヴァイオリン協奏曲 ニ長調 作品26（1944年）
- シンフォニア・ブレヴィス 変ロ長調 作品28
- チェロ協奏曲 ハ長調 作品31（1944年）
- イングリッシュホルンのための小協奏曲 変イ長調 作品34（1947年）

### 室内楽曲
- 弦楽六重奏曲 ハ短調（1894/95年、弦楽三重奏曲として演奏される場合もある）[5]
- 室内交響曲 変ロ長調 作品8（1901年）
- ヴァイオリンソナタ第1番 ト短調 作品1（1895年）
- ヴァイオリンソナタ第2番 イ短調 作品10（1901年）
- ヴァイオリンソナタ第3番 ホ長調 作品27（1943年）
- チェロソナタ ト長調 作品30（1945年）
- ヴァイオリンとチェロのための二重奏曲 ト短調 作品33b（1946年）
- ヴァイオリンとチェロのための二重奏曲『序奏とバレエ』作品35（1948年）
- 弦楽三重奏曲 ロ短調 WoO.（1894年）
- 弦楽三重奏曲 イ短調 作品32（1945年）
- 弦楽四重奏曲 ホ短調 作品23（1940年）
- 弦楽五重奏曲 ハ長調 作品24（1942年）
- ピアノ三重奏曲第1番 ニ長調 作品5（1898年）
- ピアノ三重奏曲第2番 嬰ヘ長調 作品7（1900年）
- 2つのヴァイオリンとピアノのための三重奏曲（ソナタ）ヘ長調 作品25（1943年）
- ピアノ五重奏曲 変ニ長調 作品6（1901年）

### 器楽曲
- 6つのバガテル
- ヴェルディのオペラ「ファルスタッフ」のメヌエットによる11の変奏曲（1896年）
- ショパン幻想曲 ロ短調（1896年）
- 3つの即興曲 作品13（1904年）
- 3つの小品 作品14（1905年）
- スケルツィーノ（1920年）

### 声楽曲
- 8つの合唱曲 作品2（1895年）
- オラトリオ『タリタ・クミ（娘よ、起きなさい）』作品3（1900年）
- カンタータ『新生』作品9（1903年）
- 4つのリスペット 作品11（1902年）
- 4つのリスペット 作品12（1902年）
- カンツォニエーレ 作品17（1936年）
- 受難 作品21（1937年）